# Mont Maillon
Le mont Maillon est un sommet d'origine volcanique culminant à 1 291 m d'altitude dans le département français de la Haute-Loire.

## Géographie

### Situation
Le mont Maillon surplombe le lac du Bouchet et est situé dans le massif du Devès, au sein du Massif central.

### Géologie
Lors d'une explosion volcanique survenue il y a 800 000 ans, de nombreuses nuées ardentes ont déferlé et détruit les alentours. Des anciennes coulées de laves et l'ancien volcan du mont Maillon, ont été partiellement détruits.